# Langenthal-Huttwil-Bahn
| Poster, das für die Bahnlinie Langenthal–Huttwil–Wolhusen warb |                                 |                                                        |                                                        |
| Streckennummer (BAV): | 441                             |                                                        |                                                        |
| Fahrplanfeld: | 440                             |                                                        |                                                        |
| Streckenlänge: | 14,09 km                        |                                                        |                                                        |
| Spurweite: | 1435 mm (Normalspur)            |                                                        |                                                        |
| Stromsystem: | 15 kV 16,7 Hz ~                 |                                                        |                                                        |
| Zweigleisigkeit: | Madiswil–Lindenholz (seit 1996) |                                                        |                                                        |
| |                                 |                                                        |                                                        |
| \| \| \| SBB (ex SCB) von Olten \| \| \| \| \| ASm (ex LJB) von Niederbipp und (ex LMB) von St. Urban \| \| \| \| 0.00 \| Langenthal Anfangspunkt S 6 S 7 \| 472 m ü. M. \| \| \| \| SBB (ex SCB) nach Bern \| \| \| \| 1.62 \| Langenthal Süd \| 483 m ü. M. \| \| \| 3.42 \| Lotzwil \| 502 m ü. M. \| \| \| 4.39 \| Gutenburg \| 512 m ü. M. \| \| \| 6.04 \| Madiswil \| 534 m ü. M. \| \| \| 7.52 \| Lindenholz \| 545 m ü. M. \| \| \| 8.44 \| Kleindietwil \| 558 m ü. M. \| \| \| 10.54 \| Rohrbach \| 583 m ü. M. \| \| \| \| Anschlussgleis Galliker Holz AG \| \| \| \| \| ETB (ex RSHB) von Ramsei \| \| \| \| 14.09 \| Huttwil Endpunkt S 7 \| 638 m ü. M. \| \| \| \| ex VHB (HEB) nach Eriswil \| \| \| \| \| BLS (ex HWB) nach Wolhusen S 6 \| \| |                                 |                                                        |                                                        |
| Strecke |                                 | SBB (ex SCB) von Olten                                 | SBB (ex SCB) von Olten                                 |
| Strecke von rechts · Strecke |                                 | ASm (ex LJB) von Niederbipp und (ex LMB) von St. Urban | ASm (ex LJB) von Niederbipp und (ex LMB) von St. Urban |
| Kopfbahnhof Streckenende · Bahnhof | 0.00                            | Langenthal Anfangspunkt S 6 S 7                        | 472 m ü. M.                                            |
| Abzweig geradeaus und nach rechts |                                 | SBB (ex SCB) nach Bern                                 | SBB (ex SCB) nach Bern                                 |
| Bahnhof | 1.62                            | Langenthal Süd                                         | 483 m ü. M.                                            |
| Bahnhof | 3.42                            | Lotzwil                                                | 502 m ü. M.                                            |
| Haltepunkt / Haltestelle | 4.39                            | Gutenburg                                              | 512 m ü. M.                                            |
| Bahnhof | 6.04                            | Madiswil                                               | 534 m ü. M.                                            |
| Haltepunkt / Haltestelle | 7.52                            | Lindenholz                                             | 545 m ü. M.                                            |
| Bahnhof | 8.44                            | Kleindietwil                                           | 558 m ü. M.                                            |
| Bahnhof | 10.54                           | Rohrbach                                               | 583 m ü. M.                                            |
| Abzweig geradeaus und nach rechts |                                 | Anschlussgleis Galliker Holz AG                        | Anschlussgleis Galliker Holz AG                        |
| Abzweig geradeaus und von rechts |                                 | ETB (ex RSHB) von Ramsei                               | ETB (ex RSHB) von Ramsei                               |
| Bahnhof | 14.09                           | Huttwil Endpunkt S 7                                   | 638 m ü. M.                                            |
| Abzweig geradeaus und ehemals nach rechts |                                 | ex VHB (HEB) nach Eriswil                              | ex VHB (HEB) nach Eriswil                              |
| Strecke |                                 | BLS (ex HWB) nach Wolhusen S 6                         | BLS (ex HWB) nach Wolhusen S 6                         |

Die Langenthal-Huttwil-Bahn (LHB) war eine Eisenbahngesellschaft in der Schweiz. Am 1. Januar 1944 wurde sie durch Fusion ein Teil der Vereinigten Huttwil-Bahnen (VHB), die in der BLS AG aufging.

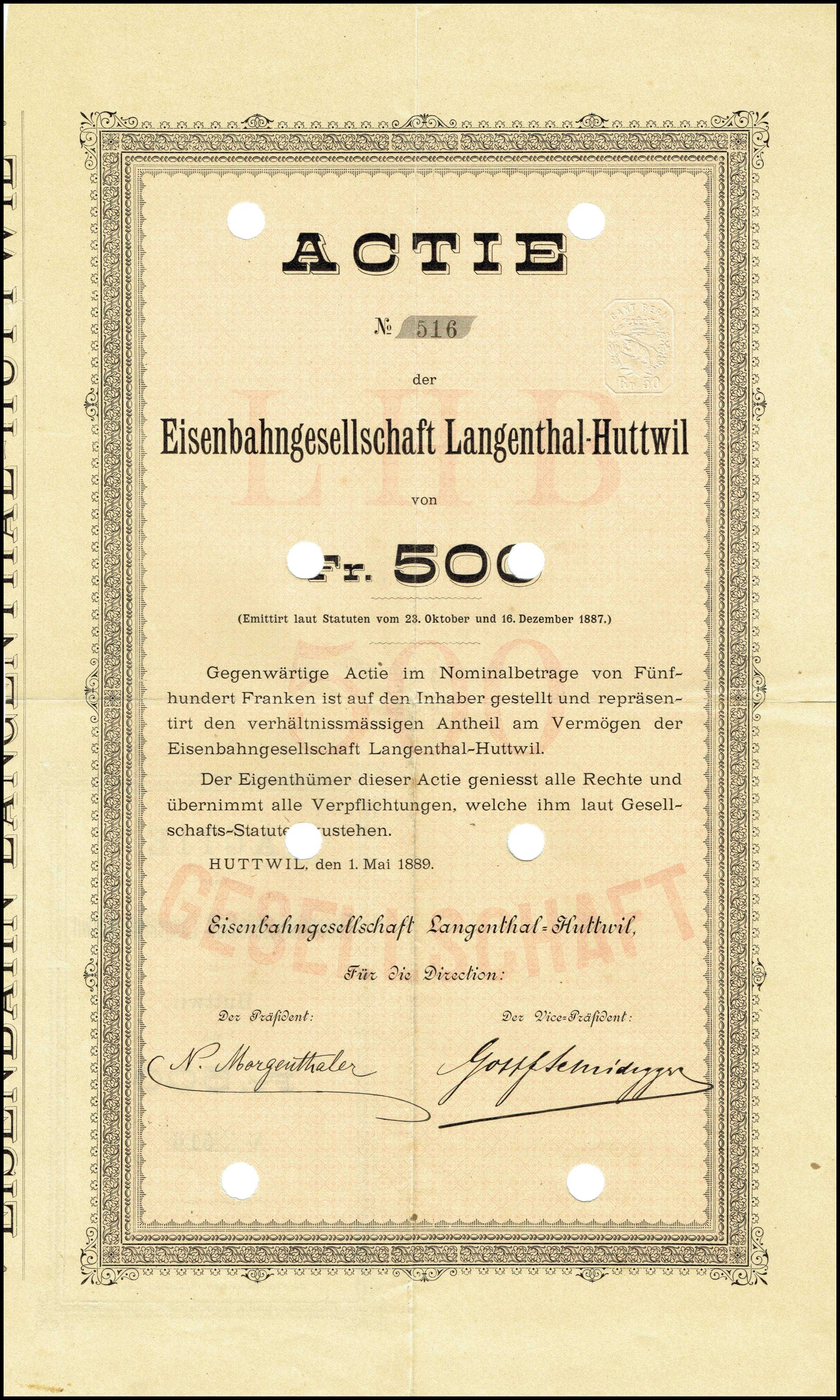
Aktie über 500 Franken der Eisenbahngesellschaft Langenthal-Huttwil vom 1. Mai 1889

## Projekt und Eröffnung
Die Langenthal-Huttwil-Bahn war in den 1870er Jahren ursprünglich als Teil eines ehrgeizigen Plans konzipiert worden. Die Jura-Gotthard-Bahn hätte eine Transitachse sein sollen, die Frankreich von Delle über Delémont, Balsthal, Langenthal, Huttwil, Wolhusen, Luzern und Stans auf kürzestem Weg mit der Gotthardbahn (GB) bei Altdorf verbinden sollte. Am 1. November 1889 konnte die LHB ihre normalspurige Strecke von Langenthal nach Huttwil in Betrieb nehmen. Die Eröffnungsfahrt fand am Vortag statt, obwohl die Betriebsbewilligung erst am Abend eintraf.

## Betriebsgemeinschaft

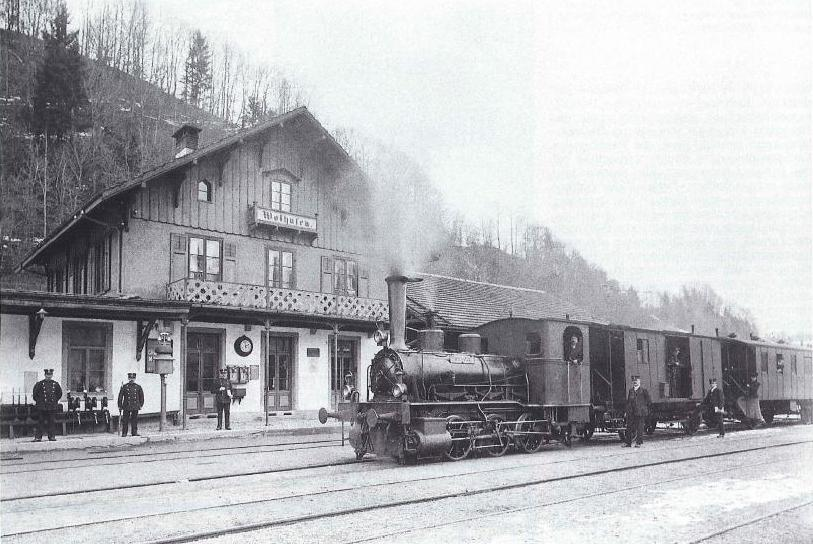
Lokomotive Nr. 2 der LHB in Wolhusen

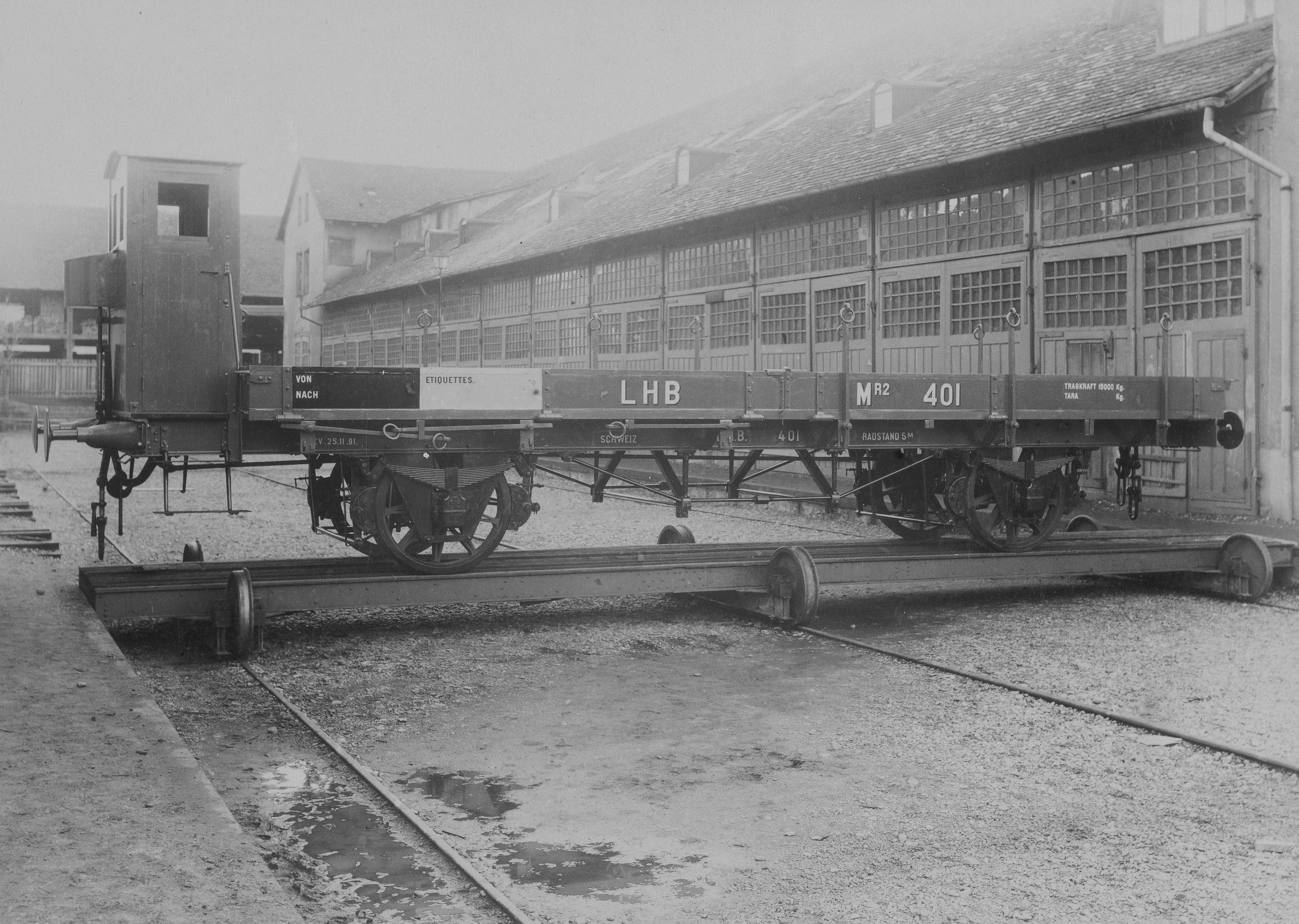
Ein 1891 bei der SIG gebauter Güterwagen

Seit der Eröffnung am 9. Mai 1895 führte die LHB den Betrieb der Huttwil-Wolhusen-Bahn (HWB). Das Rollmaterial der beiden Bahngesellschaften konnte damit durchgehend auf der ganzen Strecke von Langenthal nach Wolhusen eingesetzt werden. Auch der Betrieb der am 1. Juni 1908 eröffneten Ramsei-Sumiswald-Huttwil-Bahn (RSHB) oblag der LHB.
Am 1. Januar 1927 fusionierte die LHB mit der Huttwil-Eriswil-Bahn (HEB), für deren Betrieb sie seit der Eröffnung am 1. September 1915 ebenfalls verantwortlich gewesen war. Die sparsamen Dampftriebwagen der HEB verkehrten auch auf der Strecke Langenthal–Wolhusen.

## Betriebsergebnisse
Obwohl die LHB nie über den Status einer Lokalbahn hinauskam, konnte sie stets positive Betriebsergebnisse verzeichnen. Bis zum Ersten Weltkrieg hielten sich die Erträge aus dem Personen- und dem Güterverkehr ungefähr die Waage.

## Fusion zu den Vereinigten Huttwil-Bahnen
Um für die Elektrifizierung Bundeshilfe zu erhalten, schloss die LHB sich am 1. Januar 1944 mit der HWB und der RSHB zu den Vereinigten Huttwil-Bahnen (VHB) zusammen, die sogleich mit der Emmental-Burgdorf-Thun-Bahn (EBT) und der Solothurn-Münster-Bahn (SMB) eine Betriebsgemeinschaft mit dem Namen EBT-Gruppe bildeten. Am 8. Juli 1945 nahmen die VHB auf der Strecke Langenthal–Huttwil den elektrischen Betrieb mit 15 000 Volt 16 ⅔ Hertz auf, am 18. Juni 1996 übergaben sie den Doppelspurabschnitt Madiswil–Lindenholz dem Verkehr.  Die VHB fusionierten 1997 mit den anderen Bahnen der EBT-Gruppe zum Regionalverkehr Mittelland (RM), der seinerseits 2006 in der BLS AG aufging.

## Heutiger Betrieb
Die Strecke Langenthal–Huttwil wird stündlich von der S6 der Luzerner S-Bahn bedient, die zwischen Luzern und Langenthal als Teil eines Flügelzugs verkehrt. Der andere Zugteil fährt ab Wolhusen jeweils nach Langnau. Mit der an Arbeitstagen zusätzlich verkehrenden S7 wird der Fahrplan zum Halbstundentakt verdichtet. In den Hauptverkehrszeiten verkehrt die S7 durchgehend zwischen Langenthal und Luzern. Dabei wird sie in Wolhusen geflügelt, der andere Zugteil verkehrt als RegioExpress nach Bern. Bei der S6 und S7 kommen Niederflurzüge vom Typ Nina zum Einsatz. Die Bahnstrecke zwischen Langenthal und Wolhusen ist auch für den Güterverkehr mit Kies und Holz bedeutsam.